# جان كلود لابونتي
جان كلود لابونتي (مواليد 23 سبتمبر 1957) هو ملاكم سيشلي، مثّل بلاده في الألعاب الأولمبية الصيفية 1984.

## روابط خارجية
جان كلود لابونتي على موقع بوكس ريك (الإنجليزية) (registration required)
- جان كلود لابونتي على موقع اللجنة الأولمبية الدولية (الإنجليزية)
- جان كلود لابونتي على موقع أوليمبيديا (الإنجليزية)